# Bertel Långhjelm
Curt Bertel Casimir Långhjelm, född 4 juni 1903 i Helsingfors, död där 16 februari 1987, var en finländsk industriman.
Långhjelm, som var son till livförsäkringsöverinspektör Carl Georg Reinhold Långhjelm och Alma Fredrika Holm, blev student 1921 och diplomingenjör 1926. Han blev driftsingenjör vid Karhula Ab 1927, var besiktningsingenjör vid Elektriska inspektoratet 1930–1935, avdelningschef vid Strömberg Oy 1935–1945, chef vid bolagets fabrik i Vasa 1945–1951, biträdande chefdirektör vid Wärtsilä-koncernen 1951–1961 och generaldirektör 1962–1970. 
Långhjelm var sekreterare i Världskraftkonferensens finländska nationalkommitté 1934–1947, redaktionssekreterare vid Kraft och Ljus 1935–1937, teknisk ledare vid Malms elektriska verk 1939–1945, ordförande i Tekniska föreningens elektroklubb 1941–1945, i Tekniska klubben i Vasa 1946–1947, i Finlands Metallindustriförening 1957–1959, i Finlands industriförbund 1960–1962, ordförande i styrelsen för Vasa Elektriska Ab 1946–1949. Han tilldelades bergsråds titel 1962.